# Presa di Geertruidenberg (1589)
La presa di Geertruidenberg del 1589 (noto anche come secondo assedio di Geertruidenberg) fu uno scontro che si svolse il 10 aprile 1589 presso la città di Geertruidenberg (attuali Paesi Bassi) nel corso della guerra degli ottant'anni.
Il 10 aprile 1589, la guarnigione di Geertruidenberg, composta in prevalenza da truppe inglesi col supporto di alcune olandesi comandate dal governatore sir John Wingfield, consegnarono la città all'Armata delle Fiandre guidata da Alessandro Farnese, governatore generale dei Paesi Bassi spagnoli. Alcuni giorni prima, quando la paga promessa non era giunta entro i termini stabiliti, i soldati inglesi si ammutinarono ed iniziò a circolare la voce che Wingfield intendesse consegnare (o "vendere") la città agli spagnoli. Gli Stati Generali ed il principe Maurizio d'Orange lo accusarono di tradimento per la resa della città, ma Wingfield negò ogni addebito.

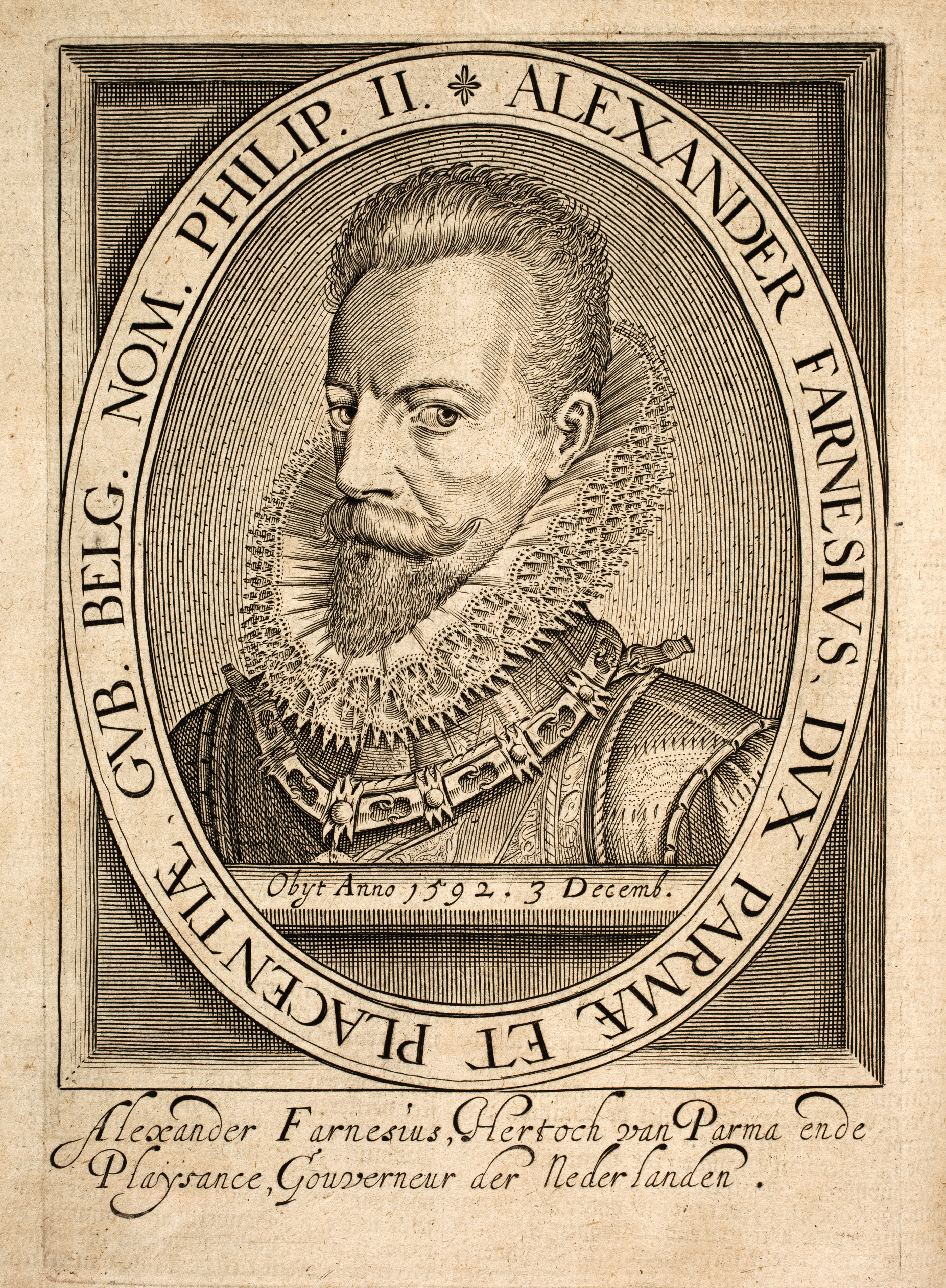
Alessandro Farnese in un'incisione di Emanuel van Meteren.

In quello stesso anno, nel mese di settembre, il duca di Parma inviò un'armata al comando del conte Peter Ernst I von Mansfeld-Vorderort ad assediare Rheinberg. La guarnigione capitolò anch'essa davanti agli spagnoli nel febbraio del 1590.
Geertruidenberg venne riconquistata dagli olandesi nel giugno del 1593 al comando di Maurizio di Nassau e di Francis Vere.